# Charlamowski
Charlamowski (Malus Domestica Charlamowski) je ovocný strom, kultivar druhu Jabloň domácí z čeledí růžovitých. Plody jsou řazeny mezi letní odrůdy jablek. Sklízí se v 1. nebo 2. polovině srpna, konzumní je ihned po sklizni. Vydrží necelý měsíc skladování.

## Historie
Odrůda vznikla v Rusku. 

## Jiné názvy
Borovinka, Duchess of Oldenburg. 

## Vlastnosti

### Růst
Růst je zpočátku bujný, po nástupu do plodnosti pomalý.  Plodonosný obrost je bohatý.

#### Květy
Doba kvetení je poloraná, je dobrý opylovač, mezi vhodné opylovače patří např. Ananasová Reneta, Astrachán červený nebo Průsvitné letní. 

##### Plod
Plod je kulovitý, nebo ploše kulovitý, citlivý na otlačení, barva je zelenavě bílá až slámově žlutá, téměř celá překrytá červeně žíhaným líčkem. Dužnina je žlutobílá nebo skoro bílá, dosti šťavnatá, s dobrou nakyslou až ostře kyselou chutí. Velikost plodů je stejnoměrná, střední až velká. Na zákrscích přináší větší plody.

###### Plodnost
Do plodnosti nastupuje brzy a je hojná, u starých stromů střídavá. Probírka plůdků je vhodná.

## Choroby a škůdci
Odrůda je velmi citlivá na strupovitost, padlím trpí středně, v mokrých půdách trpí rakovinou a v teplých polohách červivostí plodů. Květy jsou velmi odolné proti mrazu. 

## Použití
Je vhodná k přímému konzumu, ke kuchyňskému zpracování, na sušení ale i na hospodářské účely.